# BepiColombo
BepiColombo – wspólna sonda kosmiczna ESA i Japońskiej Agencji Eksploracji Aerokosmicznej (JAXA) (jest to pierwsza wspólna misja tych agencji kosmicznych) do badania Merkurego.
Nazwa sondy pochodzi od włoskiego matematyka i inżyniera, Giuseppe (Bepi) Colombo, który wynalazł manewr asysty grawitacyjnej, bez którego niemożliwe byłyby dotychczasowe loty międzyplanetarne. Colombo pomógł NASA w ustaleniu trajektorii lotu sondy Mariner 10. Wysłany w 1973 r. Mariner 10 był do 14 stycznia 2008 roku jedynym statkiem kosmicznym, który dotarł do planety Merkury. Wykonał on pierwszy manewr asysty grawitacyjnej z pomocą Wenus.
Sonda BepiColombo została wystrzelona przy użyciu rakiety Ariane 5 ECA 20 października 2018 roku. Podróż do Merkurego zajmie około 7,2 roku. BepiColombo ma być największym do tej pory statkiem kosmicznym napędzanym silnikiem jonowym zasilanym energią słoneczną. Silnik ten będzie, dość nietypowo, służył głównie do hamowania, a nie rozpędzania statku, gdyż BepiColombo będzie leciał w kierunku Słońca (spadał w jego kierunku) i aby móc wejść na orbitę Merkurego, będzie musiał utrzymywać odpowiednią prędkość, zwiększającą się w wyniku przybliżania się do Słońca, i nie rozpędzać się nadmiernie. Sonda wykorzysta również w swojej podróży asysty grawitacyjne Ziemi, Wenus i samego Merkurego. Po wejściu na orbitę Merkurego (2025), statek będzie badał planetę przez co najmniej rok. Sonda wykona mapy całego globu w różnych długościach fal i będzie starała się wykryć lód wodny w kraterach na powierzchni planety.

## Cele naukowe
- Badanie pochodzenia i ewolucji planet o orbitach bliskich gwieździe centralnej
- Badanie struktury, topografii i geologii Merkurego
- Badanie składu i dynamiki egzosfery Merkurego
- Badanie struktury i dynamiki pola magnetycznego Merkurego i uzyskanie wyników umożliwiających określenie jego źródła
- Sprawdzenie ogólnej teorii względności

## Budowa statku
Na obecnym etapie przewidziane są trzy składniki misji: moduł główny i dwa orbitery. W związku z ograniczeniami budżetowymi i problemami technologicznymi anulowano projekt lądownika (MSE).

### MTM
Mercury Transfer Module (MTM) – moduł transferowy – za który odpowiedzialna jest ESA. Jest to główna część statku, na której na czas podróży do Merkurego są zamontowane oba orbitery. Nie przenosi instrumentów naukowych. Moduł posiada dwa rodzaje napędu: tradycyjny chemiczny (na dwuskładnikowe paliwo: monometylohydrazynę i mieszankę tlenków azotu, MON3), oraz silnik jonowy, korzystający z energii słonecznej. Silnik chemiczny został użyty do opuszczenia orbity okołoziemskiej i do przelotu wokół Księżyca, a następnie nastąpi jego pirotechniczne oddzielenie od statku. W dalszej części misji używany będzie tylko silnik jonowy. Zostanie on użyty do opuszczenia układu Ziemia-Księżyc.

### MPO
Mercury Planetary Orbiter (MPO) – orbiter do badania planety – ESA. Statek o masie 1150 kg będzie przenosił 11 instrumentów naukowych o łącznej masie około 80 kg. Będzie zasilany ogniwami słonecznymi o mocy 100 - 150 W. Chłodzenie zapewniać będzie radiator o powierzchni 1,5 m². Będzie on zawsze zwrócony w stronę przeciwną od Słońca, a od promieniowania odbijanego przez planetę będzie osłaniała go tarcza o powierzchni 3,4 m². Do komunikacji (na pasmach X/Ka) z Ziemią będzie wykorzystywana antena dużego zysku o średnicy 1 m, umieszczona na szczycie statku (średnia prędkość przesyłu 50 kb/s). Do wyznaczania położenia statku będą używane trzy szukacze gwiazd. Głównym wykonawcą MPO jest firma EADS Astrium. Planowana orbita: 400 × 1508 km; okres 2,3 h.
Instrumenty naukowe:
- spektrometr podczerwieni, MERTIS – Niemcy – badania mineralogiczne i bilansu cieplnego
- spektrometr promieniowania rentgenowskiego, MIXS – Wielka Brytania, Finlandia – badania jakościowe i ilościowe składu powierzchni Merkurego
- monitor promieniowania słonecznego, SIXS – Finlandia, Wielka Brytania – monitorowanie promieniowania X i korpuskularnego o pochodzeniu słonecznym
- spektrometr UV, PHEBUS – Francja, Japonia, Rosja – spektroskopowe badania egzosfery
- spektrometr promieniowania gamma i neutronowego, MGNS – Rosja – badania jakościowe i ilościowe składu powierzchni Merkurego
- zestaw kamer wysokorozdzielczych i stereoskopowych promieniowania widzialnego i bliskiej podczerwieni, SIMBIO-SYS – Włochy, Francja, Szwajcaria – wykonywanie zdjęć, spektroskopia bliskiej podczerwieni, badania mineralogiczne
- spektrometr jonów i cząstek obojętnych, SERENA – Włochy, Stany Zjednoczone, Szwecja, Austria – badania in situ egzosfery, jej składu i struktury
- wysokościomierz laserowy, BELA – Niemcy, Szwajcaria – wykonywanie map topograficznych
- magnetometr, MERMAG – Niemcy, Wielka Brytania – badanie pola magnetycznego Merkurego i jego interakcji z wiatrem słonecznym
- akcelerometr radiowy, ISA – Włochy – przyrząd do pomiaru niegrawitacyjnych przyspieszeń statku
- zestaw eksperymentów radiowych, MORE – Włochy, Stany Zjednoczone – badania orbity Merkurego, pól grawitacyjnych i podstawowych praw fizyki

### MMO
Mercury Magnetospheric Orbiter (MMO) – orbiter do badania magnetosfery – budowany przez JAXA. Jego osłona przeciwsłoneczna, MOSIF, budowana jest przez ESA.  Orbiter o masie 275 kg będzie miał kształt spłaszczonego cylindra. Stabilizowany obrotowo (15 obr./min), z osią obrotu prostopadłą do równika merkuriańskiego. Szczyt i spód cylindra będą stanowiły radiatory kontrolujące temperaturę statku. Bok cylindra pokryty będzie ogniwami słonecznymi (o mocy 90 W) i izolacją termiczną. Łączność z Ziemią utrzymywana będzie poprzez rozwijalną antenę o średnicy 0,8 m i dwie anteny średniego zysku, pasmo X. Średnia prędkość przesyłu danych ma wynosić 5 kb/s. Statek ma pracować przynajmniej jeden rok ziemski. Położenie statku będzie kontrolowane przez zespół silniczków odrzutowych. Do instrumentów naukowych sondy należeć będą: magnetometry, detektory cząstek naładowanych, odbiorniki radiowe, kamery. Planowana orbita: 400 × 11 824 km; okres 9,3 h.
Instrumenty naukowe:
- magnetometr, MERMAG – badanie pola magnetycznego Merkurego i jego interakcji z wiatrem słonecznym
- eksperyment cząstek plazmy, MPPE – badanie nisko- i wysokoenergetycznych cząstek plazmy w magnetosferze Merkurego
- eksperyment fal plazmy, PWI – przyrząd do badania struktury i dynamiki magnetosfery
- detektor sodu atmosferycznego, MSASI – przyrząd do detekcji sodu w egzosferze, jego ilości i rozmieszczenia
- monitor pyłu, MDM – detektor pyłu międzyplanetarnego w sąsiedztwie Merkurego

### MSE
Anulowany z powodów finansowych rosyjski lądownik miał mieć masę 44 kg i pracować na powierzchni Merkurego przez około tydzień. Pojazd o średnicy ok. 90 cm miałby wylądować na szerokości hermiograficznej 85°, w pobliżu terminatora. Lądownik zostałby umieszczony na orbicie o wysokości 10 km, a potem zdeorbitowany, lądowałby na dmuchanych poduszkach.
Gdyby statek lądował na powierzchni oświetlonej, rozłożyłaby się osłona przeciwsłoneczna. Głównym zasilaniem byłaby bateria o pojemności 1,7 kWh. Zebrane dane byłyby magazynowane w pamięci i przekazywane anteną UHF do jednego z dwóch orbiterów, z szybkością 8,7 kb/s. Wśród 7 kg ładunku naukowego znaleźć się miały: kamery (jedna do zdjęć podczas spadania i druga do pracy na powierzchni), pakiet instrumentów do badania przepływów ciepła i właściwości fizycznych powierzchni, spektrometr rentgenowski cząstek alfa, magnetometr, sejsmometr, urządzenie do penetracji gruntu i mikropojazd.

### Łączność
Centrum kierowania misją mieści się w ośrodku ESA ESOC w Darmstadt, w Niemczech. Stacje śledzenia i łączności znajdują się w Hiszpanii (Cebreros, antena śr. 35 m) i w Japonii (Usuda, antena śr. 64 m).

## Wątki polskie
Centrum Badań Kosmicznych PAN brało udział w projektowaniu, wykonaniu i testowaniu jednego z podsystemów MERTIS: modułu celowania osi optycznej instrumentu (pointing unit). Inżynierowie  CBK PAN ściśle współpracowali z inżynierami z Niemieckiej Agencji Kosmicznej (DLR), którzy odpowiadali za całokształt prac nad MERTIS.

## Historia misji
- 2001 – faza konkursowa – EADS Astrium wygrywa przetarg na budowę europejskich modułów statku
- 18 stycznia 2008 – oficjalnie podpisanie umowy między ESA a EADS Astrium
- 15 września 2011 – podpisanie umowy z Arianespace o wystrzeleniu BepiColombo za pomocą rakiety Ariane 5
- 20 października 2018 – start z kosmodromu w pobliżu Kourou

## Planowany przebieg misji
Poniżej podano harmonogram misji:
- 13 kwietnia 2020 – przelot obok Ziemi
- 16 października 2020 – asysta grawitacyjna Wenus
- 11 sierpnia 2021 – II asysta grawitacyjna Wenus
- 2 października 2021 – I asysta grawitacyjna Merkurego
- 23 czerwca 2022 – II asysta grawitacyjna Merkurego
- 20 czerwca 2023 – III asysta grawitacyjna Merkurego
- 5 września 2024 – IV asysta grawitacyjna Merkurego
- 2 grudnia 2024 – V asysta grawitacyjna Merkurego
- 9 stycznia 2025 – VI asysta grawitacyjna Merkurego
- 5 grudnia 2025 – wejście na orbitę Merkurego
- 14 marca 2026 – MPO na właściwej orbicie
- 1 maja 2027 – koniec misji nominalnej
- 1 maja 2028 – zakończenie misji przedłużonej